# 9nine DREAM LIVE in BUDOKAN
『9nine Dream Live in 武道館』(ナイン ドリーム ライブ イン ぶどうかん)は、9nineが2014年8月21日に開催したライブの名称、またその模様を収録した映像作品である。2015年6月17日に、SME Recordsからフォトブック付きのDVDとBlu-rayで発売され、Blu-rayはオリコンチャートで、2015年6月29日付19位を記録した。

## 概要
結成9年目を迎えた2014年8月21日に開催された9nine初の武道館ワンマンライブ。約10,000人を動員し、関係者としてPerfume、東京女子流、Silent Siren、ベイビーレイズ、近藤春菜（ハリセンボン）、濱口優（よゐこ）、高橋茂雄（サバンナ）、増田有華、9nineの前メンバー・下垣真香なども来場した。公演内には、2014年9月9日にZepp DiverCityで開催の「9nineの日」イベント『9月9日9nineの日 9th Birthday Party!!!』のセットリストのリクエスト告知と2014年12月に開催する東名阪ホールツアー『9nine MAGICAL TOUR 2014』、9nine初のカウントダウンライブ『9nine MAGICAL TOUR 2014 COUNTDOWN』の開催が発表された。
映像作品では公演で披露された曲が全て収録されるほか、ライブでのメンバーのオフショット映像や武道館ライブ写真から初収録のスペシャルフォトブックも封入される。初回仕様限定盤はスリーブケース付きで発売。
また、本作と13thシングル「HAPPY 7 DAYS」は9nine初の2作品同日発売となり、両作のダブル購入特典として、同年7月18日に開催される『9nine Live Circuit 2015』日比谷野外大音楽堂公演の公開リハーサル招待や、直筆サイン入り「HAPPY 7 DAYS」告知ポスターが抽選で当たるキャンペーンを実施した。

## 収録映像
1. With You/With Me (Album Ver.)
2. out of the blue
3. Evolution No.9
4. THE MAGI9AL FES.
5. #girls
6. Forget-U-not
7. LOVE VAMPIRE
8. (Luv=)0or H8？
9. ATASHI≒WATASHI
10. 白い華
11. sky
12. ヒカリノカゲ
13. Cross Over
14. 流星のくちづけ
15. ALGORITHM＋LOVE
16. モノクロ
17. NeXT to FUTURE
18. 9uestions
19. Re:
20. 少女トラベラー
21. 困惑コンフューズ

- アンコール -
1. 9nine o'clock
2. Party9
3. colorful
4. つづくつづく...

- ダブルアンコール -
1. SHINING☆STAR

映像作品特典
- 「9nine DREAM LIVE in BUDOKAN」Off Shot Movie
- ライブ写真フォトブック